# Mala Jasikova
Mala Jasikova (en serbe cyrillique : Мала Јасикова) est un village de Serbie situé sur le territoire de la ville de Zaječar, district de Zaječar. Au recensement de 2011, il comptait 212 habitants.

## Démographie

### Évolution historique de la population
| 1948 | 1953 | 1961 | 1971 | 1981 | 1991 | 2002 | 2011 |
| ---- | ---- | ---- | ---- | ---- | ---- | ---- | ---- |
| 529  | 526  | 491  | 476  | 449  | 411  | 332  | 212  |

|  |